# Parinari curatellifolia
Espèce
Synonymes
- Ferolia curatellifolia (Planch. ex Benth.) Kuntze[1]
- Ferolia mobola (Oliv.) Kuntze[1]
- Parinari chapelieri Baill.[1]
- Parinari curatellifolia (Oliv.) R. A. Graham[2]
- Parinari gardineri Hemsl.[1]
- Parinari mobola Oliv.[1] [2]

Parinari curatellifolia  Planch. ex Benth. est une espèce de plantes à fleurs de la famille des Chrysobalanaceae. C'est un arbre tropical d'Afrique, que l'on rencontre dans les savanes et les forêts sèches au sud du Sahara, depuis le  Sénégal jusqu'au Soudan, ainsi qu'au Transvaal en Afrique du Sud.

## Liste des sous-espèces et variétés

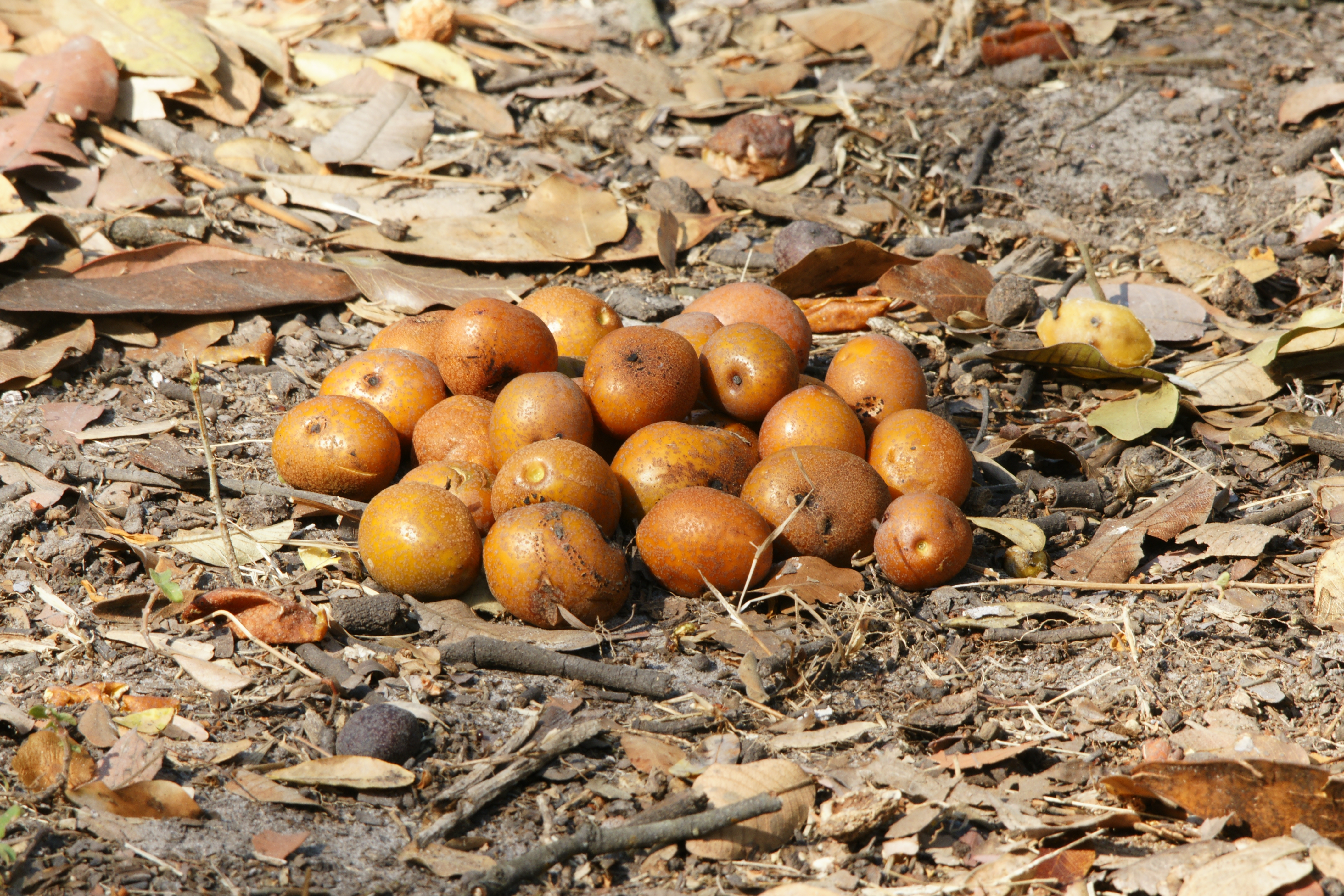
Fruits.

Selon Tropicos (21 septembre 2017) (Attention liste brute contenant possiblement des synonymes) :
- Parinari curatellifolia subsp. curatellifolia
- Parinari curatellifolia subsp. mobola (Oliv.) R.A. Graham
- Parinari curatellifolia var. fruticulosa R.E. Fr.